# Číhošť
Číhošť település Csehországban, a Havlíčkův Brod-i járásban. Číhošť Vlkanov, Prosíčka (Havlíčkův Brod-i járás), Ovesná Lhota, Leština u Světlé, Kynice, Kozlov, Dobrovítov, Třebětín és Zbýšov településekkel határos. Lakosainak száma 353 fő (2024. január 1.).

## Népesség
A település lakosságának változását az alábbi diagram mutatja:
| Lakosok száma | 1067 | 1013 | 880  | 620  | 418  | 335  | 332  | 334  | 339  | 353  |
|               | 1869 | 1890 | 1921 | 1950 | 1980 | 2001 | 2017 | 2019 | 2022 | 2024 |